# Stefan Wittelsbach (Pfalz-Simmern)
Stefan, niem. Stefan von Pfalz-Simmern-Zweibrücken (ur. 23 czerwca 1385, zm. 14 lutego 1459 w Simmern Hunsryckim) – książę niemiecki, książę-palatyn Dwóch Mostów w 1410–1459.
Syn króla Niemiec Ruprechta i Elżbiety, burgrabianki norymberskiej.
Po śmierci Ruprechta w 1410, Palatynat został podzielony pomiędzy jego czterech synów. Najstarszy z nich, Ludwik otrzymał największą część ziemi, jak również tytuł elektora oraz zwierzchnictwo nad pozostałymi członkami rodziny. Jan otrzymał część górnego Palatynatu ze stolicą w Neumarkt in der Oberpfalz. Stefan otrzymał Palatynat-Simmern-Zweibrücken a najmłodszy z braci Otto tereny Palatynatu-Mosbach.
10 czerwca 1410 Stefan Wittelsbach ożenił się z hrabiną Anną Veldenz (zm. 1439), córką hrabiego Veldenz Fryderyka (1370-1444). Para miała siedmioro dzieci:
- Annę (1413-1455)
- Małgorzatę (1416-1426)
- Fryderyka (1417-1480) – księcia Palatynatu-Simmern-Sponheim
- Ruprechta (1420-1478) – biskupa Strasburga
- Stefana (1421-1485) – kanonika przy katedrze w Strasburgu, Moguncji, Kolonii, Spirze, Liège
- Ludwika (1424-1489) – księcia Palatynatu-Zweibrücken-Weldenz
- Jana (1429-1475) – arcybiskupa Magdeburga

Po śmierci ojca Anny, hrabstwo Veldenz przeszło na własność książąt Palatynatu-Zweibrücken.